# Bergschule Schäßburg
Die Bergschule Schäßburg (rumänisch Școala din deal din Sighișoara, heute Josef Haltrich Gymnasium oder Liceul Teoretic „Josef Haltrich“) ist eine deutsch-rumänische Gymnasialschule in Sighișoara, Kreis Mureș, Siebenbürgen, Rumänien.

## Geschichte
Die von Siebenbürger Sachsen gegründete Schule wurde 1522 urkundlich erwähnt. Zuvor hatte wohl eine Lateinschule bestanden; denn zwischen 1445 und 1521 studierten 95 Schäßburger Studenten an der Universität Wien. 1607/08 entstand auf dem Schulberg die Schola majoris, die 1619 um ein Gebäude erweitert wurde. Es trug die Inschrift
1620 wurden die vier Jahrgangsstufen Quarta, Tertia, Secunda und Prima eingeführt. Die Primaner bildeten eine eigene Körperschaft der Selbstverwaltung, den Coetus. 1684 legte Martin Kelp den Grundstein der Schulbibliothek.

### Togaten und Chlamydaten
Die in der Schule wohnenden Schüler trugen eine Toga, die anderen eine Chlamys. 1792/93 wurde das Hauptgebäude des Gymnasiums an der Stelle der heutigen Bergschule errichtet. Es trägt die Inschrift
1818 erhielten die Chlamydaten ein eigenes Gesetz. Der Rektor Georg Paul Binder legte 1823 einen Plan vor, nach dem Gymnasien ein Lehrer- und Predigerseminar, eine Bürgerschule und eine Gelehrte Schule umfassen sollten. 1839 teilte der Coetus sich in Togaten (Seminaristen) und Chlamydaten (Gymnasiasten) auf. Der österreichische Organisationsentwurf machte die Bergschule unter Georg Daniel Teutsch (1850–1863) endgültig zu einem achtjährigen Gymnasium mit Betonung der naturwissenschaftlichen Fächer. Die evangelische Schule öffnete sich für Kinder anderer Konfessionen und Nationen. Die ungarische Sprache und die rumänische Sprache wurden als Wahlfächer angeboten. Der spätere Rektor und Stadtpfarrer Johann Wolff leitete das Alberthaus, ein 1898 gebautes Internatsgebäude. Das Seminarium und damit auch der Togatencoetus wurden 1892 aufgelöst. Wegen schulgesetzwidrigen Verhaltens wurde auch der Chlamydatencoetus zur Jahrhundertwende aufgelöst. 1901 umgebaut und aufgestockt, wurde das Hauptgebäude nach dem ehemaligen Rektor Bischof-Teutsch-Gymnasium benannt. Zur neuen Gartenanlage um das Schulgebäude gehörte der Botanische Garten. Als Rektor (1905–1927) reaktivierte Johann Wolff 1906 das Coetusleben. Der Wahlspruch lautete Sursum corda (dt. „Hoch die Herzen“). Magyaren, Rumänen und Juden wurden gleichberechtigte Kommilitonen.

### Zwischen den Kriegen, zwischen den Fronten

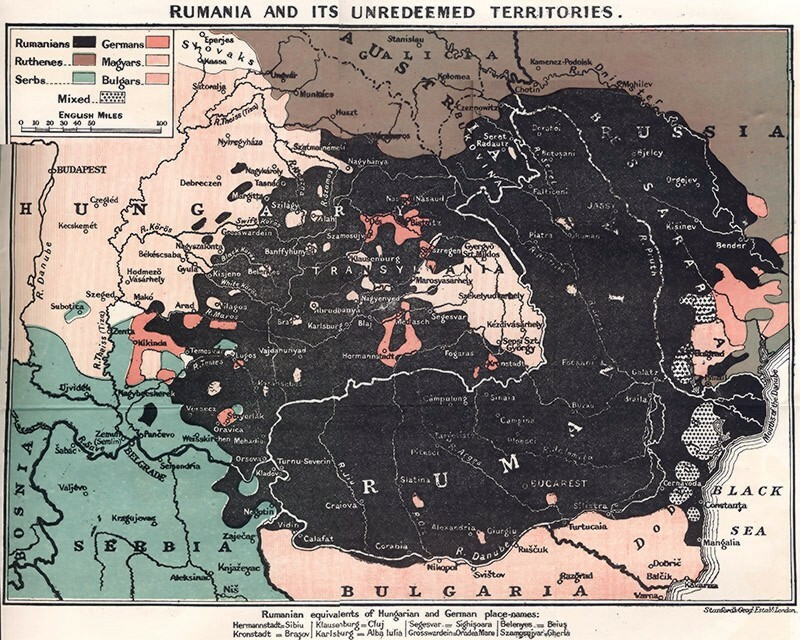
Siebenbürgen in Rumänien (1917)

Als Siebenbürgen ab 1919 zum Königreich Rumänien gehörte, traten 1924/25 die rumänischen Schulgesetze in Kraft. Rudolf Meschendörfer initiierte 1928 die Schülerolympiaden, die alle zwei Jahre an einem der Standorte deutscher Gymnasien stattfanden. 1938/39 wurde das Alberthaus um einen Neubau ergänzt. 1942 übernahm die „Deutsche Volksgruppe Rumäniens“ die Bergschule von der Evangelischen Kirche A. B. in Rumänien. Der Coetus wurde aufgelöst. Mit der Operation Jassy-Kischinew endete der Unterricht an der Bergschule.

### Nachkriegszeit
Nach dem Seitenwechsel Rumäniens kehrte die Bergschule unter stillschweigender Duldung der Behörden in die zeitweilige Obhut der evangelischen Kirche zurück. 1947 versuchten die Oberklassen der Bergschule den Coetus wieder zu beleben; im selben Jahr wurde der Coetus jedoch endgültig aufgelöst. Die Schüler mussten der Uniunea Asociatiilor Elevilor din Romania – der kommunistischen Pionierorganisation – beitreten.
Mit der Schulreform 1948 endete die Autonomie der konfessionellen Schule. Die Bergschule wurde verstaatlicht und fungierte nun als „Deutsche Pädagogische Schule“. Diese Zusammenlegung der Schäßburger Lehrerinnenanstalt und des Hermannstädter Knabenseminars bedeutete das vorläufige Ende für das Gymnasium auf dem Schulberg. An der Bergschule inszenierte
Margot Göttlinger 1948 Kabale und Liebe und Der Revisor.
Die Pädagogische Schule wurde 1956 aufgelöst und in die „Deutsche Gemischte Mittelschule“ mit den Klassen 8–11 umgewandelt. Drei Jahre später wurde das rumänische Lyzeum mit der Bergschule zum Lyzeum Nr. 2, einer rumänischen Oberschule mit einer deutschen Abteilung.
Als das Alberthaus 1964 wieder zur Bergschule kam, konnten auswärtige Schüler aufgenommen werden. 1972 wurde die Schule bei der 450-Jahr-Feier in Josef Haltrich Lyzeum umbenannt. Erinnert werden sollte damit an Josef Haltrich, den Märchensammler und ehemaligen Rektor. Als 1980 das Schulgesetz zur Differenzierung der rumänischen Lyzeen in Kraft trat, wurde die Bergschule zum Liceul industrial Josef Haltrich.

### Zeitenwende
Als der Ostblock zusammenbrach, verließen die meisten Deutschen Schäßburg. Dementsprechend verringerte sich die Zahl der deutschen Schüler an der Bergschule. 1990 erhielt sie die Bezeichnung Liceul teoretic Josef Haltrich mit rumänischer und deutscher Unterrichtssprache. Parallel zum gleichnamigen Verein in Schäßburg wurde 1991 in München der gemeinnützige Verein Bergschule Schäßburg e. V. gegründet.
Das 475-jährige Jubiläum wurde 1997 im restaurierten Festsaal der Bergschule würdig gefeiert. 2001 wurde an den 100 Jahre zurückliegenden Umbau und an das zehnjährige Bestehen des Bergschulvereins erinnert.

## Persönlichkeiten

### Rektoren
- Elias Ladiver (1678–1681)
- Martin Kelp (1684–1687)
- Georg Haner (1695–1697)
- Georg Josef Schenker (1772)
- Johann Gottlieb Mild (1792)
- Martin Zay (1808)
- Georg Paul Binder (1822–?)
- Carl Goos
- Michael Schuster
- Georg Daniel Teutsch (1850–1863)
- Friedrich Müller der Ältere (1863–1869)
- Josef Haltrich (1869–1872)
- Daniel Höhr (1878–1905)
- Johann Wolff (1905–1927)
- Julius Hollitzer (1927–1944 und 1945–1946)
- Heinz Brandsch (1944–1945)
- Hans Markus (1946–1948)
- Paul Schuller (1948–1952)
- Michael Helwig (1952)
- Friedrich Peter Menning (1952–1955)
- Edmund Jambreck (1955–1959)
- Tuliu Racota (1959–1966)
- Hans Wellmann (1966–1974)
- Gustav Schneider (1974–1978)
- Hermann Baier (1978–1987 und 1990–1997)
- Radu Agapie (1987–1990)
- Peter Theil (1990)
- Mircea Maier (1997–2006)
- Ligia Coman (seit 2006)

### Lehrer
- Georg Friedrich Marienburg

### Schüler
Nicht in allen Fällen zweifelsfrei
- Johann Michael Ackner
- Hugo d’Alési
- Albert Amlacher
- Josef Bacon
- Erich Bergel
- Friedrich Martin Berwerth
- Dezső Buzogány
- Andreas Clemens
- Samuel Dörr
- Franz Friedrich Fronius
- Günter Fronius
- Simon Graf
- Josef Haltrich, später Rektor
- Georg Haner
- Elisabeth Hering
- August Georg Kenstler
- Klaus Kessler
- Albert Klein
- Paul Klein
- Wilhelm Johann Krafft
- Michael Lassel, Kunsterzieher
- Michael von Melas
- Hermann Oberth
- Norbert Petri
- Rudolf Wagner-Régeny
- Hans Otto Roth
- Friedrich Teutsch
- Georg Daniel Teutsch
- Götz Teutsch, Cellist, Berliner Philharmoniker
- Erwin Wittstock
- Helmut Wolff
- Karl Ziegler